# Корхана (Њамц)
Корхана (рум. Corhana) насеље је у Румунији у округу Њамц у општини Дулчешти. Oпштина се налази на надморској висини од 255 m.

## Становништво
Према подацима из 2002. године у насељу је живело 687 становника, од којих су сви румунске националности.